# Dag "Hell" Hofer

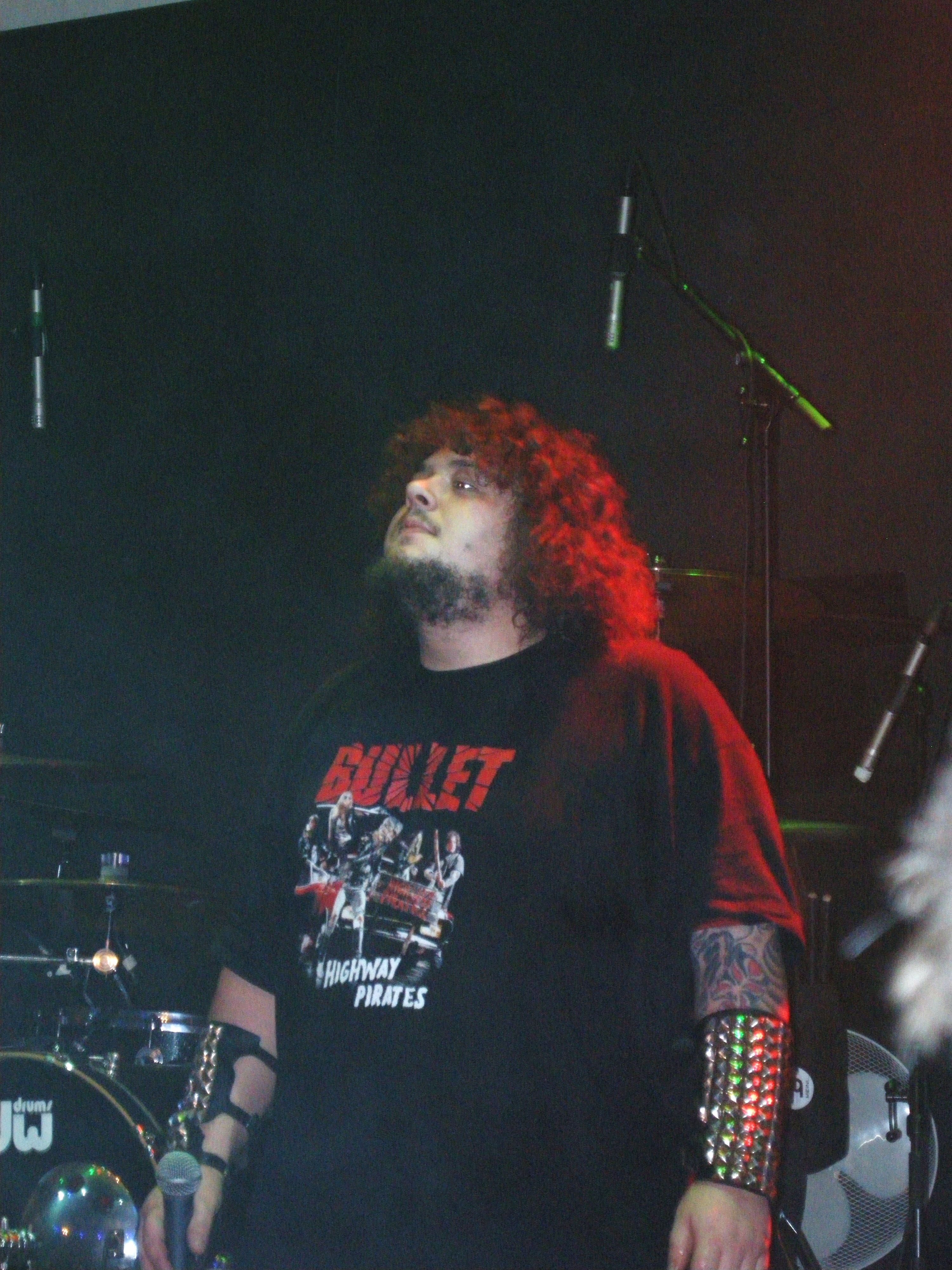
Dag Hell Hofer 2011.

Dag "Hell" Hofer, född 17 juni 1977, är en svensk sångare i heavy metal-bandet Bullet.
Hofers röst och scenperson har angetts som en betydelsefull del av Bullet:s ljud och framtoning, där han själv angett Brian Johnson och Udo Dirkschneider som förebilder.